# Фастос
Фастос (англ. Phastos),  також відомий як Філіп Стосс (англ. Phillip Stoss) — вигаданий персонаж, що з'являвся на сторінках коміксах, які були видані американським видавництвом Marvel Comics. Фастос був створений Пітером Б. Ґіллісом і Салом Бушемою та вперше з'явився в коміксі «The Eternals» #1 (жовтня 1985). Він є одним з Вічних, гуманоїдної раси всесвіту Marvel.
Браян Тайрі Генрі, американський актор, виконав роль Фастоса у фільмі кіновсесвіту Marvel — «Вічні» (2021).

## Історія публікації
Фастос з'явився в коміксах вперше у випуску «The Eternals» #1 (жовтень 1985), вигаданий сценаристом Пітером Б. Ґіллісом та художником Салом Бушемою.

## Вигадана біографія
Історія Фастоса дуже туманна. Він — Вічний у третьому чи четвертому поколінні, який вирішив залишитися на Землі через свої одержимі пошуки невідомого предмета чи людини. Він продовжує служити головним винахідником раси Вічних і саме його геній дозволив Вірако повернутися до світу живих.
Хоча він зневажає війну, Фастос вирішив піти за Ікарісом у бій проти поплічників Апокаліпсиса.
Фастос жив під ім'ям Філіп Стосс, доки йому не відкрили його справжню особистість.

## Сили та здібності
Як Вічний, Фастос має надлюдську швидкість, силу, витривалість і безсмертя. Він може проєктувати енергію космосу у вигляді променів з очей і рук. Його маніпуляції з космічною енергією дозволяють літати, створювати ілюзії, трансформувати матерію і телепортуватися.
Фастос носить спеціальний молот, здатний вистрілювати болти невідомої енергії, є геніальним інженером і винахідником.

## Поза коміксами

### Кіновсесвіт Marvel
- Фастос з'являється у фільмі «Вічні» у виконанні Браяна Тайрі Генрі[15]. Він — Вічний, розумний винахідник зброї та технологій[16]. Він є першим супергероєм, зображеним геєм у кіновсесвіті Marvel[17]. Фастос був посланий на Землю у 5000 році до нашої ери, щоб сприяти суспільному розвитку планети та захистити її від Небожителів. Він керував і сприяв багатьом технологічним революціям протягом історії людства, але впав у стан пригніченості, коли зрозумів, що інструменти, які він представив людству, були використані в серпні 1945 року для створення першої атомної бомби, яка призвела до колосальних людських жертв. Звинувачуючи себе, він віддалився від своїх побратимів Вічних. У наш час Фастос оселився і створив сім'ю зі своїм чоловіком Беном, вони виростили сина Джека. Він знову зустрівся з Вічними, щоб зіткнутись з новою хвилею Небожителів на чолі з Кро і зрозумів їхню справжню мету: народження Тіамута і знищення планети.